# Otto Kapfinger
Otto Kapfinger (* 12. Mai 1949 in St. Pölten) ist ein österreichischer Architekt, Autor und Publizist.

## Werdegang
Otto Kapfinger studierte von 1967 bis 1972 Architektur an der Technischen Hochschule Wien. 1970 gründete er mit Angela Hareiter und Adolf Krischanitz die Architektengruppe Missing Link, die künstlerische Objekte, Graphik, Aktionen, Performances und Experimentalfilme realisierte. 1980 wurde die Gruppe aufgelöst. 1978 bis 1992 war Kapfinger Vorstandsmitglied der Österreichischen Gesellschaft für Architektur.
Kapfinger ist wissenschaftlicher Berater des Architekturzentrums Wien. International bekannt ist er als Architekturforscher und -kritiker sowie Autor zahlreicher Publikationen zur Architektur. Kapfinger war von 1981 bis 1990 Rezensent und Architekturkritiker der Tageszeitung Die Presse. Als Kurator initiierte er Ausstellungen zur Architektur des 20. Jahrhunderts in Österreich, beispielsweise 1980 Austrian New Wave in New York in Zusammenarbeit mit Adolf Krischanitz. Von 1997 bis 1998 war Otto Kapfinger Gastprofessor an der Hochschule für Gestaltung Linz. Internationale Beachtung fand das 1984 durchgeführte Internationale Architektur Symposium „Mensch und Raum“ an der Technischen Universität Wien, an dem unter anderem Bruno Zevi, Dennis Sharp, Pierre Vago, Jorge Glusberg, Justus Dahinden, Frei Otto, Paolo Soleri, Ernst Gisel und Ionel Schein teilnahmen.
Otto Kapfinger ist auch als Juror tätig, etwa beim Österreichischen Bauherrenpreis, dem Bauherrenpreis in Tirol und dem Kärntner Landesbaupreises.

## Bauten mit Adolf Krischanitz
- 1979: Haus Haydl, St. Johann im Pongau mit Norbert Fritz[1]
- 1980: Reisebüro Kuoni, Wien[2]
- 1980–1981: Anbau Haus Hiermanseder, Schwarzach im Pongau[3]
- 1981: Haus Nagiller, Perchtoldsdorf[4]
- 1982: Haus Hiermanseder, Schwarzach im Pongau mit Norbert Fritz
- 1985: Renovierung Werkbundsiedlung Wien
- 1986–1990: Forellenwegsiedlung, Salzburg

## Bücher
- mit Adolf Krischanitz: Die Wiener Werkbundsiedlung. Dokumentation einer Erneuerung. 1985, ISBN 3-215-06159-7
- mit Walter Zschokke: Architektur in Niederösterreich 1986-1997. Birkhäuser: 1997, ISBN 3-7643-5746-0
- Architecture in Vorarlberg Since 1980. Hatje Cantz: 1999, ISBN 3-7757-1128-7
- Ausgesprochen. Anton Pustet: Salzburg 1999, ISBN 3-7025-0406-0
- Kommende Architektur. Springer: Wien/New York 2000, ISBN 3-211-83307-2
- Bauen in Tirol seit 1980. Ein Führer zu 260 sehenswerten Bauten. Anton Pustet: Salzburg 2002, ISBN 3-7025-0436-2
- mit Bart Lootsma: Transmodernity. Austrian Architects. Henke und Schreieck Jabornegg & Palffy Riegler Riewe. Anton Pustet: Salzburg 2002, ISBN 3-7025-0445-1
- Neue Architektur in Burgenland und Westungarn (Deutsch – Ungarisch – Kroatisch). Anton Pustet: Salzburg 2004, ISBN 3-7025-0495-8
- Architektur im Sprachraum. Park Books: Zürich 2014, ISBN 978-3-906027-58-6

## Ehrungen und Preise
- 1996: Niederösterreichischer Kulturpreis für Architektur
- 1997: Preis der Stadt Wien für Publizistik
- 2005: Würdigungspreis des Landes Kärnten für besondere Leistungen der Architektur und Verdienste um die Baukultur
- 2015: Silbernes Ehrenzeichen für Verdienste um das Land Wien
- 2019: Ehrendoktor der Technischen Universität Wien[5]